# Christian August Vulpius

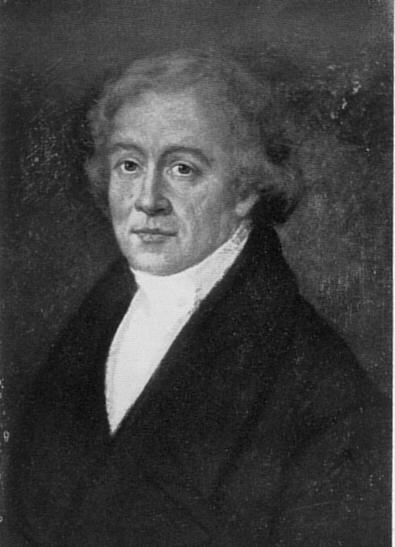
Christian August Vulpius.

Christian August Vulpius (Weimar, 23 de enero de 1762 - ibídem, 26 de junio de 1827) fue un escritor alemán.
Se educó en Jena y Erlangen. En 1790, con la ayuda de Johann Wolfgang Goethe, consiguió trabajo como secretario en una librería de Leipzig. Más tarde Goethe y la hermana de Vulpius, Christine, vivieron un tiempo juntos fuera del matrimonio. 
Se cree que Goethe, que era el supervisor de la biblioteca, le consiguió un nuevo empleo como bibliotecario de la Biblioteca ducal de Weimar. Goethe y la hermana de Vulpuis eventualmente se casaron.

## Obra
- Abentheuer des Ritters Palmendos, Leipzig, Karl Friedrich Schneidern, 1784
- Ammenmärchen, 1791
- Neue Szenen in Paris und Versailles, Leipzig, Gräffschen Buchhandlung, 1792-1793
- Kuriositäten der physisch-litterarisch-artistisch-historischen Vor- und Mittelwelt, 10 volumes, 1811–1823
- Rinaldo Rinaldini, der Räuberhauptmann, 1799
- Der Schleyer, 1789
- Handwörterbuch der Mythologie der deutschen, verwandten, benachbarten und nordischen Völker, Leipzig, bei Wilhelm Lauffer, 1826